# Lo studente (romanzo)
Lo studente (Fanshawe, nell'originale) è il primo romanzo scritto dall'autore americano Nathaniel Hawthorne, che lo pubblicò anonimo nell'ottobre 1828. Per tutta la vita, Hawthorne tentò di tenere segreto chi ne fosse l'autore, né ci è pervenuto il manoscritto.

## Storia editoriale
Hawthorne stava lavorando a un romanzo già da studente al Bowdoin College. Fanshawe, il suo primo romanzo pubblicato, può o non può essere stato quel romanzo. Fanshawe: A Tale apparve in forma anonima nell'ottobre del 1828 dagli editori Marsh e Capen di Boston, in 1000 copie. La sua stampa venne pagata a spese dell'autore, al quale costò $100. Il romanzo è basato sulle esperienze di Hawthorne, uno studente della Bowdoin College nei primi anni '20 dell'Ottocento.
Fanshawe ricevette in generale recensioni positive. Sarah Josepha Hale, divenuta poi direttrice della rivista Ladies' Magazine, consigliò ai potenziali lettori di acquistare il libro anziché contare di trovarlo in una biblioteca circolante. Come scrisse:
(Sarah Josepha Hale)
William Leggett ha visto un ulteriore potenziale nel giovane autore:
(William Leggett)
Il libro, tuttavia, non ebbe gran successo e vendette pochissime copie. Secondo le cronache dell'epoca, a Nathaniel Hawthorne non piaceva il proprio romanzo: appena pubblicato, nel 1828, cercò subito di farlo sparire dal mercato, ricomprando alcune copie e facendosi restituire le altre da amici e parenti. Inoltre, un incendio nel 1831 distrusse il magazzino dell'editore, incenerendo anche gli esemplari invenduti. Secondo altre fonti, invece, dopo il fallimento commerciale del romanzo, si dice che lo stesso Hawthorne avesse bruciato le copie invendute. Ciò che comunque conosciamo per certo è che Hawthorne non parlò praticamente più del libro.
Il romanzo era così raro e Hawthorne era talmente reticente riguardo al suo primo tentativo di scrivere un romanzo che, dopo la morte, sua moglie Sofia sosteneva che suo marito non avesse mai scritto un romanzo con quel titolo, pur se ciò era dimostrato dall'esistenza di una copia:
(N.E. Brown)

## Trama
Il dott. Melmoth, presidente del fittizio Harley College, prende in custodia Ellen Langton, la figlia del suo amico, il signor Langton, che è in mare. Ellen è una giovane e bella ragazza, che attira le attenzioni dei ragazzi del college: in particolare quelle di Edward Walcott, uno studente grande e grosso ma immaturo, e Fanshawe, un mite e solitario intellettuale. Passeggiando, i tre giovani incontrano un personaggio senza nome, soprannominato "Il pescatore", nome che si dà per apparire un pescatore esperto. Il pescatore chiede di parlare in privato con Ellen. La cosa sembra apparentemente innervosirla: Walcott e Fanshawe diventano sospettosi delle sue intenzioni.
Apprendiamo dal narratore che il pescatore è un vecchio amico del proprietario della locanda, Hugh Crombie. I due erano stati in mare insieme, dove il signor Langton era stato il mentore e custode del pescatore. Langton e il pescatore, tuttavia, ebbero un calo nella loro amicizia e, pensando che Langton fosse stato ucciso in mare, il pescatore si impegna a sposare Ellen, al fine di ereditare la notevole ricchezza di suo padre. Così, nel suo incontro segreto con Ellen, il pescatore le chiede di sgattaiolare fuori dalla casa di Melmoth e seguirlo, dicendole che ha informazioni su dove si trovi suo padre. Il suo vero scopo, però, è di rapirla, di informarla della morte di suo padre, e di manipolarla a sposarlo.
Quando i vari uomini (Melmoth, Walcott, Fanshawe) vengono a sapere che non si trova nella sua camera, vanno al cercarla. La ricerca rivela la natura di ciascuno: Melmoth, uno studioso attempato non abituato al lavoro fisico, chiede aiuto a Walcott, che è il cavallerizzo più esperto e ha più probabilità di essere in grado di combattere con il pescatore in una lotta. A Fanshawe, che è in ritardo rispetto alla ricerca a causa della sua debole costituzione e del suo cavallo lento, viene data un'indicazione da una donna anziana in un abitacolo (dove un'altra donna anziana, Widow Butler, che si rivela essere la madre del pescatore, è appena morta), che gli permette di raggiungere per primo il pescatore ed Ellen. Ellen ha finalmente capito le intenzioni del pescatore. Quando Fanshawe arriva, si trova al di sopra di loro, guardando oltre il bordo della scogliera. Il pescatore comincia a salire fino alla scogliera per combattere contro Fanshawe, ma afferra un ramoscello troppo debole per sostenere il suo peso e finisce per morire. Fanshawe risveglia Ellen da un mancamento, e ritornano insieme in città.
Fanshawe ama Ellen, ma sa che morirà giovane a causa del suo stile di vita chiuso. Quando Langton offre la mano di Ellen in sposa a Fanshawe, per ricambiare l'atto di salvataggio, egli rifiuta per non sottoporla ad una vita da vedova, sacrificando però la sua felicità. Inoltre, sa anche che Ellen è innamorata di Walcott. Così, Fanshawe muore all'età di 20 anni e quattro anni più tardi Ellen e Walcott si sposano. Il narratore afferma che Walcott lascia crescere i suoi modi infantili (ubriachezza, impulsività, suggestione per le avventure adolescenziali) e diviene soddisfatto di Ellen. Essi sono, secondo il narratore, felici, ma il libro si conclude con una nota ambivalente, affermando che la coppia non generò bambini.

## Edizione italiana
- Nathaniel Hawthorne, Lo studente, traduzione di Alessandra Osti, con una nota di Tommaso Giartosio, Sellerio, Palermo, 2000,  p. 204, ISBN 88-389-1586-5.